# 包頭鋼鉄
包頭鋼鉄（集団）有限責任公司（ほうとう こうてつしゅうだん ゆうげんせきにんこうし）は、中華人民共和国内モンゴル自治区包頭市ホンドロン区河西工業区に本拠を置く企業である。鉄鋼や希土類を生産し、世界最大のレアアース鉱山である白雲鄂博鉱床を所有している。略称は「包鋼」。1959年操業開始。
内モンゴル自治区包頭市を拠点とする。イギリスの金属情報誌メタル・ブリテンによれば、2009年の粗鋼生産量は1007万トンであり、世界第27位・中国第10位の規模を持つ。国有企業であり、自治区人民政府が資本の73.21%を出資するほか、中国華融資産管理公司が17.35%、中国信達資産管理公司が7.20%、中国東方資産管理公司が2.24%出資する。
傘下の内蒙古包鋼鋼聯股份有限公司（うちもうこ ほうこうこうれん こふんゆうげんこうし、略称「包鋼股份」）は1999年6月29日成立の上場企業で、上海証券取引所（A株、コードは600010）に上場する。包頭鋼鉄が同社に対して61.20%出資する。